# Església parroquial de l'Assumpció de Nostra Senyora d'Aiora
L'Església parroquial de l'Assumpció de Nostra Senyora d'Aiora o de l'Assumpció de la Mare de Déu està situada al centre d'Aiora, al País Valèncià. Ocupa una Illa urbana gairebé completa. És un compendi de l'arquitectura entre els segles xvi i  xvii, amb estil renaixentista i manierista.
Alberga l'arxiu parroquial i un museu d'art sacre. A l'interior conserva unes esplèndides taules de Yáñez de Almedina, pintor format a Venècia pels deixebles de Leonardo da Vinci. També hi ha olis, destacant el de L'Àngel Tutelar d'Aiora, de Vicent López Portaña i el retaule gòtic amb taules pintades de l'Escola Valenciana del segle xvi relacionats amb el cercle del mestre Cabanillas.

## Història
Una primera fase de construcció se situa entre el 1508 i 1577. D'aquesta època daten l'absis vuitavat on hi ha l'altar i el presbiteri i la volta de creueria que cobreix aquesta part del temple. Un segon període constructiu comença el 1595 i es dona per acabat el 1628, quan es va acabar la nau central, el campanar i la façana.
En una tercera fase de construcció s'acaba la capella barroca, amb una cripta (1693-1702), el cambril de la Mare de Déu, curiós recinte el·líptic d'inspiració centreeuropea (1739) i la sagristia major (1745-1746). Un terratrèmol el 1748 la va danyar greument i va quedar oculta per les modificacions del segle xix. A 1985 les obres de restauració de la coberta de l'Església, van tornar a treure a la llum l'anterior volta gòtica.

## Arquitectura
Construïda la major part de l'obra entre 1508 i 1739, és un compendi de l'arquitectura valenciana durant gairebé un segle i mig. Destaquen la nau de l'església coberta per l'oculta volta de creueria, de tradició gòtica però amb influència renaixentista a les motlures dels perfils i traçats dels arcs. La portada principal és un bell exemplar del herrerià, infreqüent en l'arquitectura valenciana. La torre-campanar té una curiosa cúpula fabricada a la romana i la capella de la comunió, és un excel·lent exemple d'arquitectura barroca, amb un cambril de planta falsament moguda i cúpula el·líptica, seguint esquemes que intenten depassar l'àmbit regional.

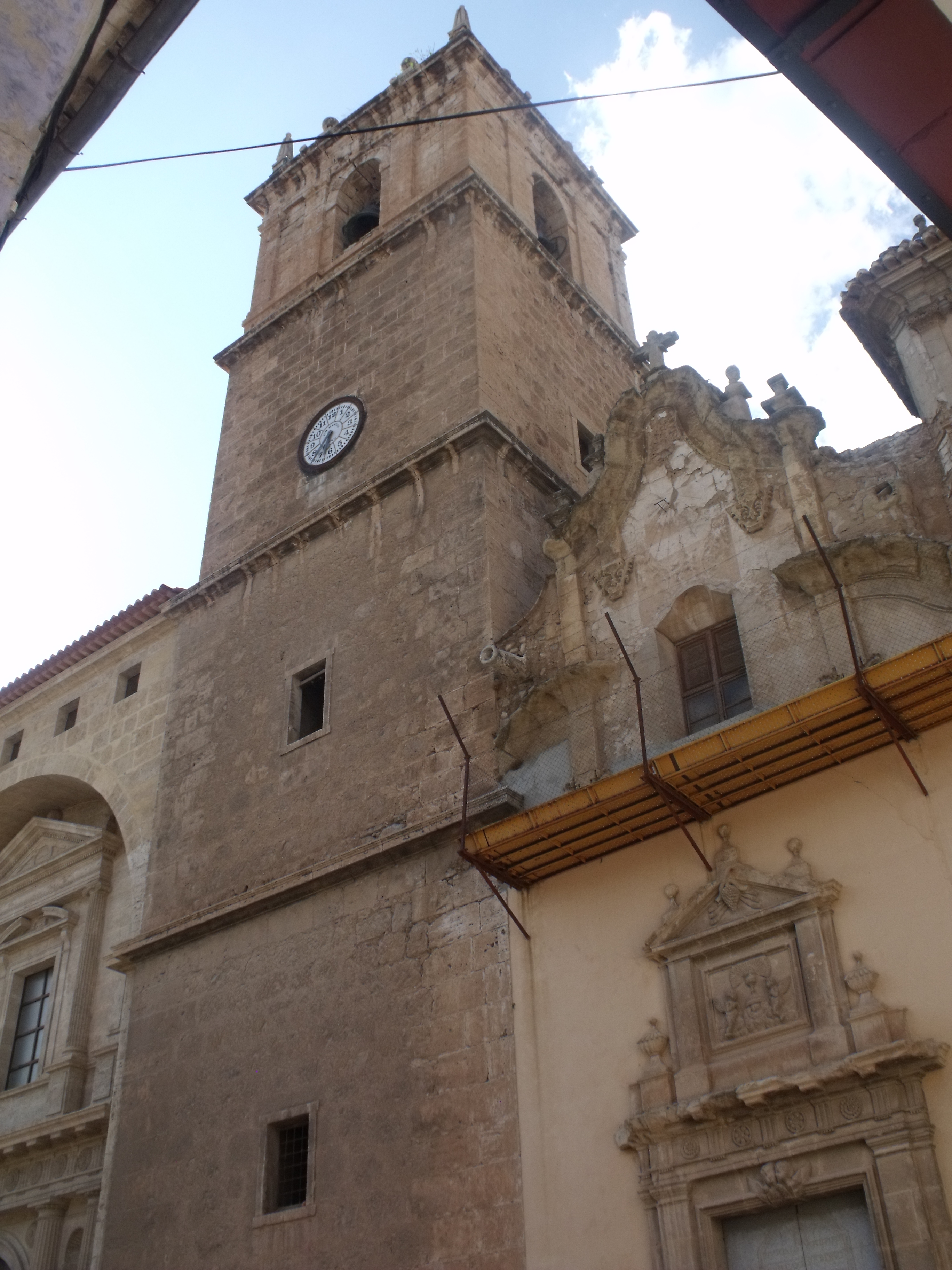
Detall façana principal

A part de la interessant taulelleria que es conserva tant en el paviment de la capella de la comunió (segle xviii), com en la sagristia (segles xvi - xvii) probablement procedent de l'antic cor situat al centre de l'església, i malgrat les pèrdues.
L'església pròpiament dita és d'una sola nau. La capçalera és orientada cap al sud, amb absis vuitavat. Està dividida en cinc trams i té capelles entre els contraforts. La nau té 42 metres de longitud, per 13 d'amplada i 23,6 d'alçada. Està formada per cinc cossos, als quals cal sumar l'àrea del presbiteri. Les capelles laterals que hi ha entre els contraforts són separades per pilastres de capitell corinti, sobre el qual s'assenta un potent cimaci del que arrenquen els nervis de les voltes.
A l'interior es disposen pilastres clàssiques de carreu, que ocupen tota l'alçada de la nau i a partir de les quals voltegen els arc toral, que són de mig punt, entre aquests es desenvolupen voltes de creueria amb tercelets (cadascun dels nervis que en les voltes de creueria pugen des dels suports i s'uneixen al centre de les cares). Sobre la volta de creueria hi ha una armadura de fusta formada per disset encavallades o ganivets, que estan formats per parells amb un pont, tirant i monjo, als quals s'han afegit nombrosos tornapuntes o estintolaments de diverses formes, però fonamentalment i sistemàticament baixen els parells sobre el tirant. Corretges sobre les encavallades suporten la postam i les teules. La coberta està formada per tantes vessants com costats del polígon que forma la planta de l'església.
Sota la volta de creueria hi ha una altra de canó seguit amb llunetes, tapiada, que amaga a l'anterior. Les capelles laterals es cobreixen amb voltes de creueria simple, quedant igualment, en algun cas, ocultes com la volta de la nau per altres tapiades de canó.
La façana principal, als peus, està construïda enterament en carreus. S'organitza mitjançant un gran nínxol, prolongació a l'exterior de la nau de l'església. La portada queda emmarcada pel nínxol i consta de dos cossos: l'inferior està disposat a manera d'arc triomfal, amb parells de columnes d'ordre dòric i fornícules amb veneres en els intercolumnis. L'entaulament és corregut i porta tríglif i roseta en les mètopes. En el segon cos, en ordre jònic, se situa una finestra rematada per frontó corb partit que queda albergada entre columnes que suporten un  frontó, als costats se situen obeliscs de gran esveltesa rematats per boles.
Hi ha una porta lateral, orientada a l'oest, més senzilla, formada per obertures adovellats, flanquejada per pilastres que suporten un entaulament sobre el qual se situa una fornícula disposada entre pilastres, rematada per un frontó i de la qual parteixen aletons. La composició està rematada per pinacles formats per boles i piràmides.
Els murs de l'església són de maçoneria presa amb argamassa de calç, formada mitjançant grans Paredats desbastats i escairats. Té claus de carreu en cantonades, contraforts i ventanaje. La sagristia, de planta rectangular, està coberta amb volta paredada de mig canó amb llunetes. S'accedeix a ella per la capçalera i per la capella de la comunió.
La capella de la comunió és al costat del costat de l'epístola i adopta planta de creu llatina. Els murs són de maó i maçoneria, aquesta de pitjor qualitat que la resta de l'obra. Es cobreix amb voltes de canó amb llunetes en les naus i cúpula amb llanterna al creuer. Després del presbiteri se situa el cambril de Mare de Déu dels Desemparats, de planta mixtilínia i que es cobreix amb cúpula de planta el·líptica. El paviment, que és l'original, conserva un paviment de taulellets amb motius naturalistes. La façana principal es disposa als peus, quedant rematada per una cornisa curvilínia, resolent la cantonada amb el carrer Ossa de la Portilla mitjançant una torreta-espadanya coberta amb cúpula. La portada és de pedra calcària de gra molt fi i feble consistència, estant molt deteriorada, queda allotjada sota un arc de descàrrega apuntat, de maó i consta de dos cossos, el primer flanquejat per pilastres i retropilastres, i el segon format per un edicle amb temes eucarístics, vinya, blat, i àngels adorant l'Eucaristia. Sota la nau del creuer i en tota la dimensió d'aquest, se situa la cripta, que és de forma rectangular i es cobreix amb volta rebaixada. S'hi entra des d'una capella de l'església.
La torre-campanar és als peus de l'església. La fàbrica és de carreus i estructuralment consta d'un sol cos, que adopta planta quadrada i queda cobert per una cúpula sobre petxines, aquesta és d'argamassa de calç alleugerida amb testos i s'organitza mitjançant encasetonado de nervis de maó utilitzat com a encofrat perdut. A la part superior s'obren quatre obertures, un per banda, emmarcats exteriorment per doble apilastrat toscà i que allotgen les campanes. Remata exteriorment amb pinacles en forma de piràmide i boles. Un sostre de fusta a l'altura de les obertures, eliminat en arcs rebaixats, serveix de sòl al cos de campanes.